# Frances Mary Hodgkins
Frances Mary Hodgkins, född 28 april 1869 i Dunedin i Nya Zeeland, död 13 maj 1947 i Dorchester i Storbritannien, var en nyzeeländsk-brittisk målare.
Hodgkins kom 1900 till Europa och 1902 till Paris, där hon senare undervisade på Académie Colarossi. Hon mottog impulser från Pablo Picasso och Georges Braque, och målade särskilt landskapsbilder, men även stilleben. Med sina fria, halvt abstrakta skildringar blev hon mycket populär. Under stora delar av sitt liv arbetade hon också med konsthantverk och textilier.
Nedslagskratern Hodgkins på planeten Merkurius är uppkallad efter henne.